# 哈德姆斯托夫
哈德姆斯托夫是德国下萨克森州的一个市镇。总面积9.23平方公里，总人口837人，其中男性431人，女性406人（2011年12月31日），人口密度91人/平方公里。